# 1909 aux Pays-Bas
Chronologie des Pays-Bas
- 1905
- 1906
- 1907
- 1908
- 1909
- 1910
- 1911
- 1912
- 1913

Cet article présente les faits marquants de l'année 1909 aux Pays-Bas.

## Décès
- 2 mars : Henriëtte Ronner-Knip, peintre belgo-néerlandaise (° 31 mai 1821).
- 19 octobre : Carel de Nerée tot Babberich, dessinateur, peintre et écrivain néerlandais (° 18 mars 1880).
- 24 décembre : Nicolaas Pierson, économiste et homme politique néerlandais (° 7 février 1839).